# Chloropren
Chloropren (genauer 2-Chlor-1,3-butadien oder β-Chloropren) ist eine chemische Verbindung, die sowohl der Gruppe der Halogenkohlenwasserstoffe, als auch der Alkene zugeordnet werden kann. Es ist im engeren Sinne ein monochlorsubstituiertes Butadien. Hier existieren noch die isomeren Verbindungen 1-Chlor-1,3-butadien (α–Chloropren) in einer cis-Form (CAS 10033-99-5) und einer trans-Form (CAS 16503-25-6), sowie das 4-Chlor-1,2-butadien (iso-Chloropren, CAS 25790-55-0).
Chloropren wirkt narkotisierend.

## Geschichte
Die Verbindung wurde 1930 von den US-Chemikern Wallace Hume Carothers und Arnold M. Collins bei ihren Arbeiten zur Synthese von Vinylacetylen entdeckt.

## Gewinnung und Darstellung
Bis in die 1970er wurde Chloropren aus Ethin und Salzsäure über Butenin gewonnen:
In neueren Verfahren wird es durch die Umsetzung von 1,3-Butadien mit Chlor hergestellt.

## Eigenschaften

### Physikalische Eigenschaften
Chloropren ist bei Raumtemperatur eine farblose Flüssigkeit, die unter Normaldruck bei 59,4 °C siedet. Die Dampfdruckfunktion ergibt sich nach Antoine entsprechend log10(P) = A−(B/(T+C)) (P in bar, T in K) mit A = 3,41541, B = 841,921 und C = −85,364 im Temperaturbereich von 293 bis 333 K. Die Verdampfungswärme ΔVH beträgt am Siedepunkt 30,9 kJ·mol−1. Die Wärmekapazität wurde bei 25 °C mit 116 J·mol−1·K−1 bzw. 1,31 J·g−1·K−1 bestimmt.

### Chemische Eigenschaften
Chloropren oxidiert an der Luft schon bei niedriger Temperatur von 0 °C sehr schnell unter Bildung von Peroxiden. Hier findet eine gemischte 1,2- und 1,4-Addition von Sauerstoff unter Bildung eines Copolymers statt. Die gebildeten Peroxide können effektiv eine unerwünschte und stark exotherme Polymerisation des Monomers starten. Die Polymerisationswärme beträgt −68 kJ·mol−1 bzw. −770 kJ·kg−1.

### Sicherheitstechnische Kenngrößen
Chloropren bildet leicht entzündliche Dampf-Luft-Gemische. Die Verbindung hat einen Flammpunkt bei −20 °C. Der Explosionsbereich liegt zwischen 2,5 Vol.‑% (91 g/m3) als untere Explosionsgrenze (UEG) und 20 Vol.‑% (735 g/m3) als obere Explosionsgrenze (OEG). Die Zündtemperatur beträgt 440 °C. Der Stoff fällt somit in die Temperaturklasse T2.

## Verwendung
Chloropren wird fast ausschließlich zu Chloropren-Kautschuk (Neopren) polymerisiert. Stabilisatoren wie Thiodiphenylamin verhindern die vorzeitige Polymerisation.